# Ischia di Castro
Ischia di Castro là một đô thị ở tỉnh Viterbo trong vùng Latium của Ý, có cự ly khoảng 90 km về phía tây bắc của Roma và khoảng 30 km về phía tây bắc của Viterbo. Tại thời điểm ngày 31 tháng 12 năm 2004, đô thị này có dân số 2.467 người và diện tích là 104,9 km².
Ischia di Castro giáp các đô thị: Canino, Cellere, Farnese, Manciano, Pitigliano, Valentano.